# Magnimus
Magnimus é um gênero de mamífero extinto do Cretáceo Inferior do sul da Inglaterra. A espécie-tipo e única espécie é Magnimus ensomi, descrita em 1999 [en] por Denise Sigogneau-Russell para molares da formação Lulworth [en] do Berriasiano. O nome específico foi dado em homenagem a Paul Ensom, um descobridor de muitos dentes das camadas de Purbeck, enquanto o nome genérico vem das palavras latinas para "grande" e "camundongo". É semelhante, mas distinto de  Peramus e Abelodon [en], mas sua classificação não pode ser restrita além de Zatheria indeterminado devido à sua natureza incompleta.